# Mareile Höppner
Mareile Höppner (Hamburg, 12 mei 1977) is een Duitse tv-presentatrice en journaliste. In Duitsland is zij onder meer bekend vanwege haar presentatie van het dagelijkse ARD-Boulevardmagazine Brisant.

## Leven en werk
Na haar Abitur studeerde Höppner aan het Johanneum zu Lübeck in Kiel voor docent Duits en religie. Aanvankelijk was haar plan leraar te worden in die beide vakken - haar beide ouders waren ook leraar -, maar dat veranderde toen zij kennis had gemaakt met redactioneel werk bij het private radiostation Radio NORA.
Aansluitend werkte zij bij de verkeers- en weerredactie van Radio NORA en werd later reporter bij de redactie van RTL Nord in Kiel. Twee jaar lang was zij weerredactrice voor Guten Abend RTL bij RTL, voordat zij de uitzendingen in 2002 als hoofdredactrice presenteerde. Van 2004 tot 2006 voerde zij samen met Michael Marx de redactie van Newstime bij ProSieben en in 2006 tezamen met Jan Hahn de grote finale van het eerste seizoen van Verliebt in Berlin.
Daarna leidde zij bij Sat.1 van 2006 tot 2007 Sat.1 am Mittag en van 2007 tot 2008 het Sat.1 magazine, de opvolger van het boulevardmagazine Blitz. Van 2009 tot 2012 was zij gastvrouw bij de MDR-talkshow Riverboat.
Sinds 2008 is zij als redacteur werkzaam bij MDR in Das Erste van het door de ARD uitgezonden Brisant, waar zij sinds januari 2013 afwisselend om de week met Kamilla Senjo de redactie voert en presenteert. In 2013 ontvingen zij de publieks-Bambi voor dit programma.
Sinds 2015 voert zij tezamen met Ross Antony de redactie van de MDR tv-serie Schlager einer Stadt.

## Sociale betrokkenheid
Höppner is als vrijwilligster werkzaam als ambassadrice bij de sociale organisatie SOS Kinderdorpen en is officieel ambassadrice van de Duitse José Carreras leukemie-stichting.

## Privé
Tegenwoordig woont Höppner in Berlijn. Zij trouwde in 2006 met Arne Schönfeld, een productmanager bij Bosch met wie zij sinds vele jaren bevriend was. In november 2010 kregen zij een zoon.